# Lepidorhiza (Bulbophyllum)
Lepidorhiza es una sección del género Bulbophyllum perteneciente a la familia de las orquídeas.
La especie tipo es: Bulbophyllum amplebracteatum Teijsm. & Binn. 1862

## Especies
1. Bulbophyllum allotrion J.J.Verm. & P.O'Byrne 2008
2. Bulbophyllum amplebracteatum Teijsm. & Binn. 1862
3. Bulbophyllum basisetum J.J. Sm. 1929
4. Bulbophyllum carunculatum Garay, Hamer, & Siegrist 1994
5. Bulbophyllum cootesii Ma. A. Clements 1999
6. Bulbophyllum cryptophoranthus Garay 1999
7. Bulbophyllum cymbidioides J.J.Verm. & P.O'Byrne 2008
8. Bulbophyllum echinolabium J.J. Sm. 1934
9. Bulbophyllum exasperatum Schltr. 1913
10. Bulbophyllum klabatense Schltr. 1911
11. Bulbophyllum levanae Ames 1915
12. Bulbophyllum mearnsii Ames 1913
13. Bulbophyllum nasseri Garay 1999
14. Bulbophyllum novaciae J.J.Verm. & P.O'Byrne 2003
15. Bulbophyllum nymphopolitanum Kraenzl. 1916
16. Bulbophyllum oobulbum Schltr. 1913
17. Bulbophyllum orthoglossum Krzl. 1896
18. Bulbophyllum pachyanthum Schtr. 1906
19. Bulbophyllum papulosum Garay 1999
20. Bulbophyllum recurvilabre Garay 1999
21. Bulbophyllum sulawesii Garay, Hamer & Siegrist 1996
22. Bulbophyllum tridentatum Kraenzl. 1901
23. Bulbophyllum trigonosepalum Kraenzl. 1921
24. Bulbophyllum vanvuurenii J.J. Sm. 1917
25. Bulbophyllum veldkampii Verm & O'Byrne 2011